# Novo Santo Antônio
Novo Santo Antônio es un municipio brasilero localizado en el estado de Mato Grosso se separó de Sao Felix del Araguaia el 29 de septiembre de 1999. Hasta entonces, se llamaba Santo Antônio del Río de las Muertes, en referencia al patrono y a su localización geográfica en los márgenes del Río de las Muertes. 
Todo día 13 de junio es conmemorado como el día del patrono de la ciudad con los tradicionales rezos, bandas, canciones,...

## Historia
Santo Antônio del Río de las Muertes era un pueblo originario de los inmigrantes llegados a la región del Araguaia en busca de mejores condiciones de vida, principalmente a partir de los años 30. Esos inmigrantes vinieron expulsados de sus tierras en el sur o marginados por la falta de perspectiva en el norte. La actividad tradicionalmente realizada es la cría de ganado y pastizales naturales. 
Hubo en los años 80 conflictos de tierras entre los colonos y agricultores que alegaban haber comprado la tierra en la cual estos colonos vivían. A raíz de estos conflictos, fueron realizados dos proyectos de asentamiento (PA) principalmente de regularización del municipio de Novo Santo Antônio: PA Santo Antônio del bosque Azul (donde se encuentra la sede del municipio) y PA Macife (con un pequeño área dentro del municipio).
El municipio fue creado a través de la Ley Estatal n.º 7.173, de 29 de septiembre de 1999, de autoría del diputado Humberto Bosaipo.
La lucha por la emancipación de Novo Santo Antônio contó con la participación de toda la comunidad, que dispusieron de documentos y articulaciones que relataban el drama vivido respecto a la posibilidad de "no emancipación" del lugar.
La consulta plebiscitária realizada el 26 de agosto de 1999, tuvo como resultado un "si" mayoritario dado por la comunidad y autentificado por el Tribunal Regional Electoral de MT, a través del Presidente Almeida Perri, vía ofício n.º 242/99.
Poco antes de la creación del municipio, la comunidad se unió y envió a la Asamblea Legislativa de Mato Grosso un documento de repudio, una petición para pedir que el entonces distrito de Santo Antônio del Río de las Muertes no se separase, y se convirtiese en distrito del municipio de Serra Nova Dourada (recién separado).
El primer prefecto electo del municipio fue el Sr. Juán de Souza Luz, en las elecciones del 3 de octubre de 2000.
En noviembre de 2009, la ciudad fue la última ciudad del Brasil en recibir una agencia del Bradesco.
Unidades de Conservación
Según datos del IBGE, el paisaje predominante en el municipio es el cerrado. Sin embargo, el municipio se localiza en la transición del cerrado y la vegetación amazónica, mostrado un mosaico de vegetaciones nativas como los varjões (planícies alagáveis), los campos de murundus (morrotes elevados en planícies alagáveis), formaciones de cerrado (desde cerrados a campos limpios) y vegetación de transición hacia la amazónica. 
Esta rica diversidad de formaciones vegetales llevó a la creación en 2001 del Parque Estatal del Araguaia en la confluencia del Río de las Muertes y del Río Araguaia. El parque ocupa un área de 230 mil hectáreas del municipio. El parque es administrado por la Fundación Estatal del Medio Ambiente del Mato Grosso (FEMA), aunque aún no posee la estructura de funcionamiento y fiscalización, principalmente para evitar las recurrentes quemas entre julio y septiembre.
El municipio de Novo Santo Antônio también cubre parte del Refúgio de la Vida Silvestre Corixão del bosque Azul, en el sur del municipio, pero con gran parte de la UC en Cocalinho.
Estas dos Unidades de Conservación aportan al municipio una gran cantidad de divisas provenientes del ICMS ecológico, que sin embargo, la prefectura no precisa invertir para fines específicos de medio ambiente o servicios sociales.